# 阿罗尔森王宫

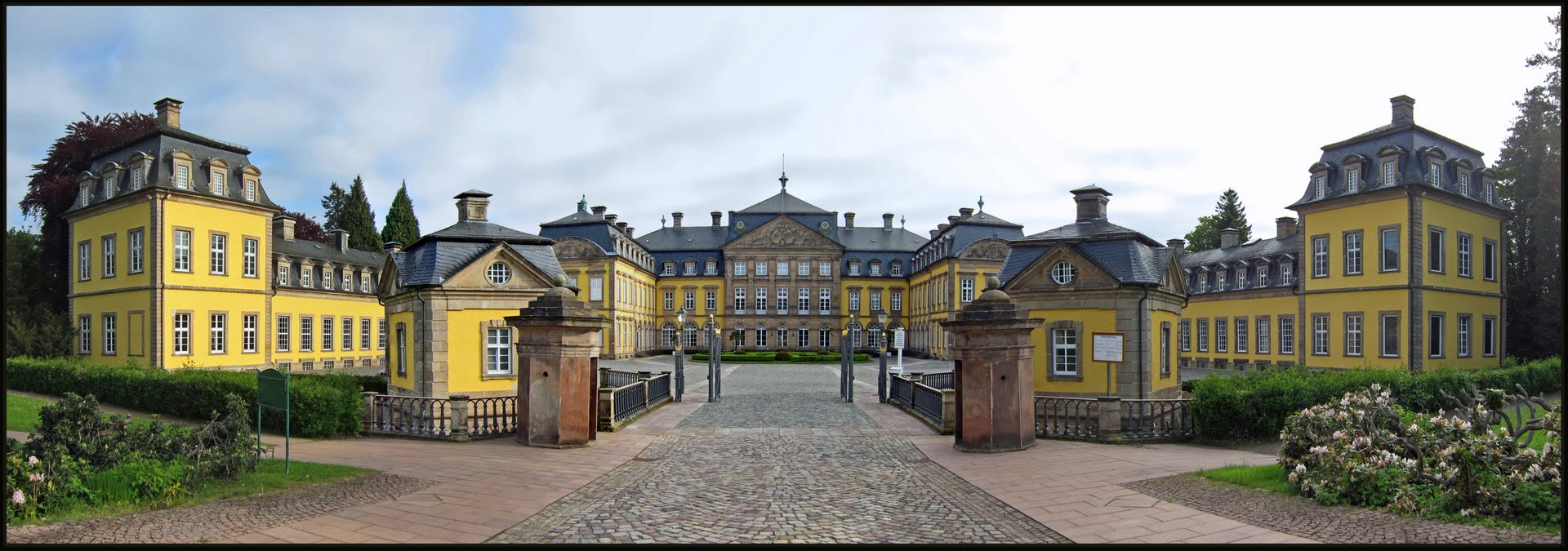
阿罗尔森王宫

阿罗尔森王宫（德語：Residenzschloss Arolsen）是德国黑森州巴特阿罗尔森市一座巴洛克风格的宫殿。建于18世纪早期。1840年，建造的"Waldeck王子图书馆"，藏书侧重于地理、历史、文学和军事。宫殿现在是一个博物馆，仍然属于维特金德王子和他的家人。